# Kenyon
Kenyon is een plaats (city) in de Amerikaanse staat Minnesota, en valt bestuurlijk gezien onder Goodhue County.

## Demografie
Bij de volkstelling in 2000 werd het aantal inwoners vastgesteld op 1661.
In 2006 is het aantal inwoners door het United States Census Bureau geschat op 1673, een stijging van 12 (0,7%).

## Geografie
Volgens het United States Census Bureau beslaat de plaats een oppervlakte van
5,8 km², geheel bestaande uit land. Kenyon ligt op ongeveer 306 m boven zeeniveau.

## Plaatsen in de nabije omgeving
De onderstaande figuur toont nabijgelegen plaatsen in een straal van 24 km rond Kenyon.